# Germain Bersac
Germain Bersac, né le 22 juin 1975 à Sarcelles, est un footballeur français international de football de plage.

## Biographie
Germain Bersac commence le football à Angoulême où il est formé jusqu'à ses 18 ans. Il se retrouve ensuite à Châtellerault pour ses études et passe six ans là-bas, dont deux en Nationale 1 à l'époque et trois en CFA. Ensuite, il va à Poitiers pour une saison en CFA 2. Il est alors muté professionnellement sur Paris et s'entraîne avec Plaisir. On lui conseille d'aller voir du côté de la DH (équipe 3) du PSG. Mais Fabrice Malnar l'oriente vers l'Entente SSG. Il y passe trois ans où on lui demande d'occuper le poste de milieu défensif.
Passée à l'intersaison 2004 à l'ère du professionnalisme, Germain Bersac ne vit pas que du football. Il cumule en effet un emploi de professeur d'EPS au lycée Les Pierres Vives (en) de Carrières-sur-Seine et partage ses journées entre les entraînements et ses élèves.
A 30 ans et après un parcours effectué presque uniquement au niveau national, Germain Bersac devient rapidement l'un des piliers de l'AS Poissy version 2005-2006. Professeur d'EPS à Rueil-Malmaison, le milieu défensif quitte l'Entente Sannois Saint-Gratien à l'été 2005, le club voulant construire une équipe avec des joueurs à plein temps. Étant déjà le seul à travailler, cela ne correspond plus à son statut. C'est alors qu'Azzedine Meguellatti le contacte pour rejoindre Poissy.
En 2009, Bersac est convoqué par Éric Cantona pour participe à un tournoi avec l'équipe de France de football de plage. Il y retrouve Sébastien Maté croisé lors de son passage à l'Entente Sannois Saint-Gratien. Il fait ensuite partie de la sélection participant aux éliminatoires pour la Coupe du monde de la même année. 
Après 15 saisons en tant que joueur de football, il déménage à La Réunion et commence à jouer au beach tennis en 2011.
En février 2013, Bersac mène l'équipe féminine du collège des Aigrettes de Saint-Gilles les Bains (La Réunion) jusqu'en finale de district et les qualifie pour les finales académiques.